# Неа-Пропондида
Не́а-Пропонди́да (греч. Δήμος Νέας Προποντίδας) — община (дим) в Греции на полуострове Халкидики на побережье заливов Касандра и Термаикос в периферийной единице Халкидики в периферии Центральной Македонии. Население 36 500 человек по переписи 2011 года. Площадь 372,317 квадратного километра. Плотность 98,03 человека на квадратный километр. Административный центр — Неа-Муданья. Димархом на местных выборах 2014 года избран Эммануил Каррас (Εμμανουήλ Καρράς).
Община Неа-Пропондида создана в 2010 году (ΦΕΚ 87Α) по программе «Калликратис» при слиянии упразднённых общин Каликратия, Муданья и Триглия. Название община получила от греческого названия Мраморного моря — Пропонтида (др.-греч. Προποντίς ), с побережья которого происходят жители общины. Греки покинули города Муданья, Триглия (ныне Зейтинбагы) и другие после Малоазийской катастрофы и греко-турецкого обмена населением.